# 藤野浩一
藤野 浩一（ふじの こういち、1955年9月13日 - ）は、新潟県水原町出身の日本の作曲家、編曲家、指揮者、音楽プロデューサー。

## 略歴
東京音楽大学音楽学部器楽科卒業。在学中トランペットを金石幸夫に、和声学を池辺晋一郎に、作曲と飲酒を細矢禊にそれぞれ師事する。卒業後は作編曲家、キーボード奏者としてプロ活動を始める。
1982年より中森明菜コンサートの音楽監督を7年間にわたって務める傍ら、NHKの『レッツゴーヤング』、『ザッツミュージック』、『愉快にオンステージ』、『アイドルオンステージ』、『紅白歌合戦』など数多くの音楽番組のレギュラースタッフとして作編曲、アレンジ活動をする。
1997年11月、神奈川フィルハーモニー管弦楽団「音楽の街づくりコンサート」でオーケストラ指揮者デビュー。2002年より同楽団ポップス・オーケストラ音楽監督。 
1996年8月より日本作編曲家協会 (J.C.A.A.) 理事。1998年4月より日本音楽作家団体協議会 (FCA) マルチメディア・放送問題対策委員会委員。2014年1月より東京佼成ウインドオーケストラミュージック・アドヴァイザー。 

## 主なテレビ番組
- NHK『歌謡コンサート』（総合）音楽アレンジ担当。
- NHK『SONGS』（総合）音楽アレンジ担当。
- NHK『歌謡チャリティーコンサート』（総合）指揮、オーケストレーション担当。
- NHK『思い出のメロディー』（総合）指揮、音楽アレンジ担当[1]。
- NHK『うたコン』（総合）音楽アレンジ担当。
- NHK『第71回紅白歌合戦』（2020年）（総合・ラジオ第1）音楽アレンジ、オーケストラ指揮担当。
- NHK『青春のポップス』テーマおよび編曲
- NHK『コメディお江戸でござる』テーマおよび作・編曲
- NHK『アイドル・オンステージ』編曲
- NHK『わくわく動物園』テーマおよび作・編曲
- NHK『クイズ百点満点』テーマおよび作・編曲
- NHK『日本人の質問』テーマおよび作・編曲
- NHK『イブニングネットワーク』テーマおよび作・編曲
- NHK『映画音楽はすばらしい!』編曲、指揮[2]

## 主なテレビ・ラジオテーマ曲
- NHK
  - ひるどき日本列島
  - コメディーお江戸でござる
  - 青春のポップス
  - わくわく動物園
  - クイズ日本人の質問
  - クイズ百点満点
  - イブニングネットワーク
  - きらめき歌謡ライブ
  - はつらつスタジオ505
  - 欽ちゃんとみんなでしゃべって笑って
  - NHKヒットステージ
  - ハイビジョンときめきワイド
  - 1996年、1997年NHK紅白歌合戦オープニング
- にっかつサテライトTV
  - NECOステーションコール

他多数。

## 主な映像作品
- CBSソニーグループ
  - 「危ない話」
- 松竹映画
  - 「岸和田少年愚連隊」(ブルーリボン作品賞新人賞受賞) 、「さすらいのトラブルバスター」
- にっかつ映画
  - 「金魂巻」、「タイムアバンチュール・絶頂五秒前」、「マダムヤン・絶頂愛戯」
- シネカノン製作・東宝映画
  - 「のど自慢」、「ビッグ・ショー! ハワイに唄えば」
- バンダイビジュアル・アニメ
  - 「炎のらびりんす」
- 角川映画
  - 「ヒーローショー」
- 東映制作映画
  - 「不夜城」より(Unforgettable)
- ビデオシネマ
  - 「部屋とYシャツと私」他多数。
- 日本テレビ
  - 「夏樹静子サスペンス」、「刑事ガンさん」「素浪人 花山大吉」他
- TBS
  - 「京都府警刑事ガンさん」、「京都貴船連続殺人」他
- フジテレビ
  - 「ドラゴンリーグ」、「釣りデカ事件簿」他
- テレビ朝日
  - 「京都始末屋事件ファイル」、「殿さま風来坊隠れ旅」、土曜ワイド劇場「富士山麓殺人事件」他多数
- テレビ東京
  - 「プレイガール'92」

## 主なコンサート音楽担当
- 五木ひろし 「新国立劇場公演」音楽アレンジ、指揮担当。
- ASKA 「昭和が見ていたクリスマス」音楽アレンジ、指揮担当。
- 由紀さおり「デビュー40周年記念コンサート」音楽アレンジ
- 岩崎宏美「Precious Night」音楽アレンジ、指揮担当
- 渡辺真知子「２０１６渡辺真知子コンサート～ときの華～」
- 水樹奈々「NANA MIZUKI LIVE GRACE」オーケストラアレンジ・指揮担当。
- 坂本冬美 コンサート　音楽アレンジ
- 三山ひろし 明治座公演　音楽アレンジ
- 香西かおり『デビュー15周年記念リサイタル』音楽アレンジ、指揮担当。
- 香西かおり『30周年記念リサイタル～風薫り 清しく 歌が舞いおりる～』音楽アレンジ、指揮担当。
- ピンクレディー コンサート　音楽アレンジ
- スキマスイッチ「スキマスイッチ 10th Anniversary “Symphonic Sound of Sukima Switch”」オーケストラアレンジ・指揮担当。
- 宝くじ「おしゃべり音楽館」(現在のキャスト:島田歌穂、小原孝、春風亭小朝)編曲、指揮

## 主な楽曲
- 新宿区立西戸山中学校校歌 作曲
- 布施明 まほろばの国 作曲　布施明55周年記念BOX「陽はまた君を照らすよ AKIRA FUSE 55th Luxury Box」より
- 布施明 SHE 編曲
- 布施明 50周年記念セルフカバー プレミアムセレクション　〜思いの丈すべて込め〜 (TKCA-74193) 編曲・指揮
- 布施明 アルバム Way of the Maestro (FAPR-1004) 編曲・指揮
- 布施明 Way of the Maestro The Document (FAPR-V1001) 編曲・指揮
- 原田真二 オーケストラ録音 編曲・指揮
- 渡辺真知子アルバム 腕の中のスマイル (KAMOME-001)編曲・指揮
- 水樹奈々 NANA MIZUKI LIVE GRACE -ORCHESTRA- (KIXM-27) 編曲・指揮
- 水樹奈々 NANA MIZUKI LIVE GRACE -OPUSⅡ- (KIXM-81-2) 編曲・指揮
- 水樹奈々 NANA MIZUKI LIVE GRACE -OPUSⅢ- (KIXM-374-8) 編曲・指揮
- 柏木由紀子「瞳をとじて 〜めをとじて」坂本九ファミリー・レコーディン グ 編曲・指揮
- 中森明菜 アルバム CROSS MY PALM (32XL-192)全曲編曲
- 中森明菜 ライブ ビター&スウィート1985サマー・ツアー(WPXL-90074)全曲編曲・演奏
- 中森明菜 イースト・ライブ インデックス 23(WPBL-90065)全曲編曲・演奏
- 平松愛理 GIRLFRIEND (PCDA-00289)編曲・指揮
- アニメ ドラゴンリーグ SOUND CUP First Stage (KICA-163)作・編曲
- やさいのようせい  みんなともだち PCBE.11732
- やさいのようせい  いつでもいっしょ PCBE.11737
- 涼風真世 二幕目へのアプローズ(VIZL-991)作・編曲
- のど自慢シンガーズ  上を向いて歩こう (PCDA-01126)編曲
- アニメ 炎のらびりんす (COCX-31199)」作・編曲
- コロムビア(親子よさこいDancing、じょんがらまつり、ふるさと祭り COCE-36166)作・編曲
- エイベックス「東京ディズニーランド・クリスマス・ファンタジー2000 AVCW-12177」編曲
- 海上自衛隊東京音楽隊 「仮面ライダーメドレー」編曲
- 石井一孝『DOORS TO BREAK FREE』（全曲編曲）
- 石原慎一「Rainy daysを閉じこめて」「Promissed Life〈約束〉」（編曲）
- 橋幸夫「あの橋わたれ」（編曲）
- 水森亜土「いたずラッコ」（編曲）
- 太田貴子「ハートにホッチキス」（編曲）
- BaBe「いじわる天気」（編曲）
- 平松英子「おじいちゃんのブランコ」（編曲）
- 伊集加代子『MY TRIBUTE』（全曲編曲）
- 野口五郎「ALL OF ME」（編曲）
- 平松愛理「GIRLFRIEND」（編曲）
- 中森明菜『Cross My Palm』（全曲編曲）
- 西城秀樹「ブルースカイ ブルー」（編曲）